# تره‌هوت (ایندیانا)
تره‌هوت، ایندیانا (به انگلیسی: Terre Haute, Indiana) یک شهر در ایالات متحده آمریکا با جمعیت ۶۰٬۷۸۵ نفر است که در ایندیانا واقع شده‌است.

## موقعیت جغرافیایی
موقعیت جغرافیایی شهرها و مناطق اطراف به شرح زیر است: